# 生物多样性国际日

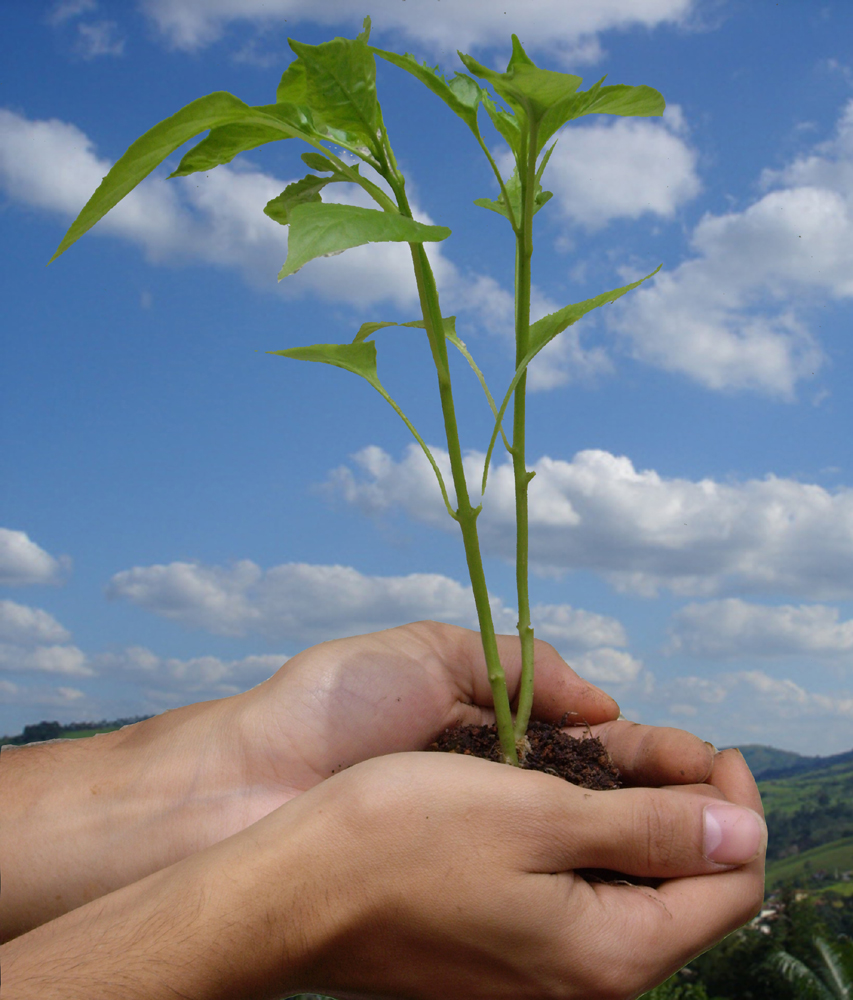

生物多样性国际日（英語：International Day for Biological Diversity，或译国际生物多样性日）是联合国环境署提议的旨在保护和可持续利用生物多样性的国际性主题纪念日，当前定于每年的5月22日。

## 历史
1988年11月，联合国环境署召开生物多样性特设专家工作组会议，专门探讨制定一项关于生物多样性的国际公约的必要性。此后的几年里，工作组制订了《生物多样性公约协议文本》，并于1992年6月5日在联合国环境与发展会议期间开放签字，于当年12月29日生效。1994年11月，签署这项文本的所有缔约国在巴哈马召开第一次会议，会议中建议把这项公约生效的日子，即12月29日，定为“国际生物多样性日”。2001年5月17日，為避免與十二月的眾多節日衝突，根据第55届联合国大会第201号决议，国际生物多样性日改为每年5月22日。

## 历年主题
- 2001年：生物多样性与外来入侵物种管理
- 2002年：林业生物多样性
- 2003年：生物多样性和减贫－对可持续发展的挑战
- 2004年：生物多样性：全人类食物、水和健康的保障
- 2005年：生物多样性——变化世界的生命保障
- 2006年：保护干旱地区的生物多样性
- 2007年：生物多样性与气候变化
- 2008年：生物多样性与农业——保护生物多样性，确保世界粮食安全
- 2009年：外来入侵物种——保护生物多样性，防止外来物种入侵
- 2010年：生物多样性就是生命，生物多样性也是我们的生命
- 2011年：森林生物多样性
- 2012年：海洋生物多样性
- 2013年：水和生物多样性
- 2014年：島嶼生物多样性
- 2015年：永續經營的生物多樣性
- 2016年：将生物多样性纳入主流；维护人民及其生计
- 2017年：生物多樣性與可持續旅遊
- 2018年：慶祝生物多樣性行動25週年
- 2019年：我們的生物多樣性、我們的糧食、我們的健康
- 2020年：我們的解決方法在自然中
- 2021年：我們是解決方案的一部分
- 2022年：為所有生命構建共同未來(Building a shared future for all life)
- 2023年：從協議到行動：重建生物多樣性(From Agreement to Action: Build Back Biodiversity)
- 2024年：生物多樣性，你我共參與(Be part of the Plan)